# Steve Christoff
Steven Mark (Steve) Christoff (Springfield (Illinois), 14 september 1954) is een Amerikaans ijshockeyer. 
Tijdens de Olympische Winterspelen 1980 in eigen land won Christoff samen met zijn ploeggenoten de gouden medaille. 
Christoff speelde van 1980 tot en met 1984 in de NHL.